# ISO 3166-2:MH
ISO 3166-2:MH è uno standard ISO che definisce i codici geografici delle suddivisioni delle Isole Marshall; è un sottogruppo dello standard ISO 3166-2.
Sono assegnati codici a due arcipelaghi e alle 24 municipalità abitate; sono formati da MH- (sigla ISO 3166-1 alpha-2 dello Stato), seguito da una (per gli arcipelaghi) o due lettere (per le municipalità).

## Codici

### Arcipelaghi
| Codice | Arcipelago  |
| ------ | ----------- |
| MH-L   | Ralik       |
| MH-T   | Isole Ratak |

### Municipalità
| Codice | Municipalità       | Arcipelago  |
| ------ | ------------------ | ----------- |
| MH-ALL | Ailinglaplap       | Ralik       |
| MH-ALK | Ailuk              | Isole Ratak |
| MH-ARN | Arno               | Isole Ratak |
| MH-AUR | Aur                | Isole Ratak |
| MH-EBO | Ebon               | Ralik       |
| MH-ENI | Enewetak e Ujelang | Ralik       |
| MH-JAB | Jabat              | Ralik       |
| MH-JAL | Jaluit             | Ralik       |
| MH-KIL | Bikini e Kili      | Ralik       |
| MH-KWA | Kwajalein          | Ralik       |
| MH-LAE | Lae                | Ralik       |
| MH-LIB | Lib                | Ralik       |
| MH-LIK | Likiep             | Isole Ratak |
| MH-MAJ | Majuro             | Isole Ratak |
| MH-MAL | Maloelap           | Isole Ratak |
| MH-MEJ | Mejit              | Isole Ratak |
| MH-MIL | Mili               | Isole Ratak |
| MH-NMK | Namorik            | Ralik       |
| MH-NMU | Namu               | Ralik       |
| MH-RON | Rongelap           | Ralik       |
| MH-UJA | Ujae               | Ralik       |
| MH-UTI | Utirik             | Isole Ratak |
| MH-WTH | Wotho              | Ralik       |
| MH-WTJ | Wotje              | Isole Ratak |

Fino al 2010 era presente anche il codice MH-UJL per la municipalità di Ujelang, che in precedenza era abitata.